# 수비수

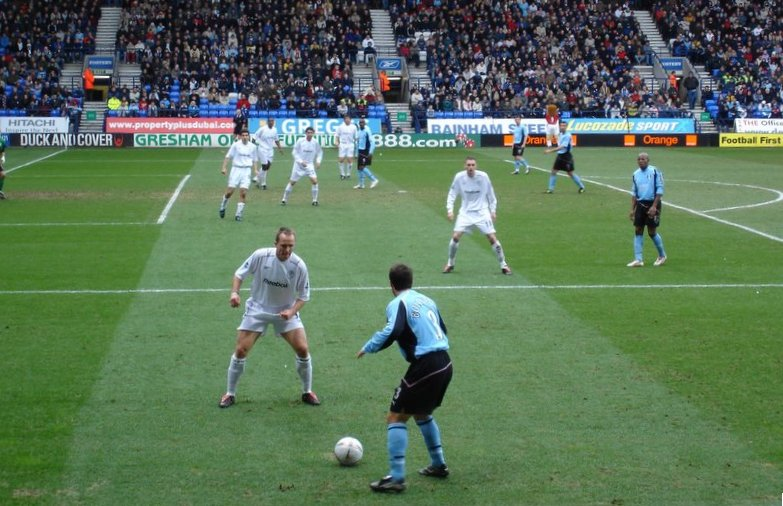
공격수(하늘색 유니폼)에게서 공을 빼앗으려 하는 수비수(흰색 유니폼).

축구 용어로, 수비수(守備手, 문화어: 방어수)란 골키퍼와 미드필더 사이에서 플레이하는 선수를 말한다. 골키퍼를 제외하고 골문에 가장 가까이서 플레이하는 필드 플레이어로서, 상대팀 선수들이 골을 넣지 못하게 하는 것이 수비수의 주요 임무이다. 수비수 중에는 수비수 본연의 임무에만 충실하여 자기편 선수들이 공격을 할 때에도 중앙선 뒤에 남아 오프사이드가 적용되게 만드는 수비수도 있는가 하면, 과감한 오버래핑과 크로스로 공격을 전개시키는 역할을 하는 수비수도 있다.
수비수는 중앙에서 활동하는 센터백/스위퍼와, 측면에서 활동하는 풀백/윙백으로 구분된다.

## 센터백

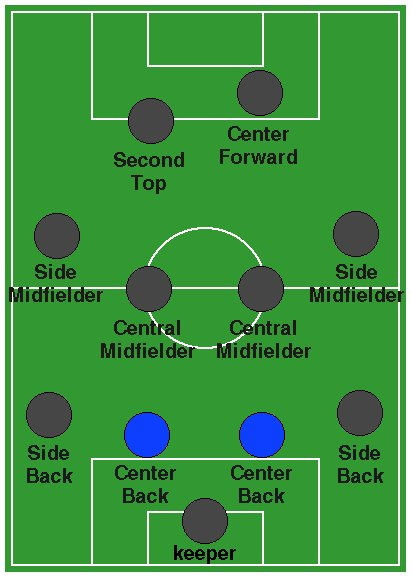
센터백 위치

센터백(영어: centre-back)은 중앙 수비수(中央 守備手, 센터 하프(영어: centre-half), 또는 스토퍼(stopper)라고도 한다. 센터백의 역할은 상대편 선수가 득점하지 못하도록 하는 것이고, 발을 뻗어 태클을 걸거나 몸을 날려 블로킹을 시도하며, 공중볼에 대한 경합에 적극적으로 참여한다. 위치상 주로 페널티 에이리어 주변에서 역할을 수행하게 된다.
센터백은 상당한 집중력을 요하는 포지션이다. 순간의 집중력 상실로 팀 전체가 위기에 빠질 수 있으며, 한 번의 판단 실수로 골을 허용할 수도 있는 포지션이 바로 센터백이다. 또한, 센터백은 뛰어난 헤딩 능력이 있어야 하며, 힘이 좋아 상대편 공격수와의 몸싸움에서 공을 쉽게 뺏을 수 있어야 한다.
전통적으로 센터백은 수비에 집중적인 역할이 부여되어, 패스에 대해서는 큰 부담을 가지지 않았다. 공이 페널티 박스 등 위험 지역에 들어오게 되면, 길게 걷어내는 일이 가장 빈번했다. 때로는 정확한 롱패스로 공격을 전개하는 것도 센터백이 갖추어야 할 능력 중 하나이다. 그러나 후방에서도 패스로 경기를 만들어나가는 현대 축구에 들어서는 센터백에게도 정확한 패스에 대한 요구도가 높아지며, 경기 운용에 조금 더 직접적으로 참여하게 되었다.
센터백은 상대방 진영에서 가장 멀리 떨어진 필드 플레이어이기에, 직접적인 득점은 잘 일어나지 않는다. 그러나 신체적으로 우월한 선수가 많이 포진해 있는 포지션인만큼, 코너킥과 같은 세트피스 상황에서는 특별히 전방으로 올라가 공격작업에 투입되기도 한다. 코너킥 상황에서는 많은 선수들이 페널티 박스 안에 좁게 모여 공중볼 경합을 치르기에, 신체적으로 압도할수록 유리하기 때문이다.
센터백에도 여러 가지 역할이 주어지는데, 대인방어를 주로 하는 선수와 지역방어를 주로 하는 선수로 나눌 수 있다. 대인방어는 센터백이 특정한 상대방 공격수를 따라다니며 집중 마킹을 하는 방어 형태다. 지역방어는 상대편 선수를 따라다니지 않고, 각 수비수가 자신의 수비 진영에서 구역을 정해 할당된 지역에서만 수비를 펼치는 방식이다.
센터백의 또다른 중요한 임무 중 하나는 양쪽의 풀백을 커버하는 일이다. 풀백이 돌파당할 것을 대비해 미리 풀백 안쪽으로 들어와 지역방어를 하는 것이 일반적이다.
센터백의 숫자는 대게 두 명 내지는 세 명으로 이루어진다.

## 스위퍼

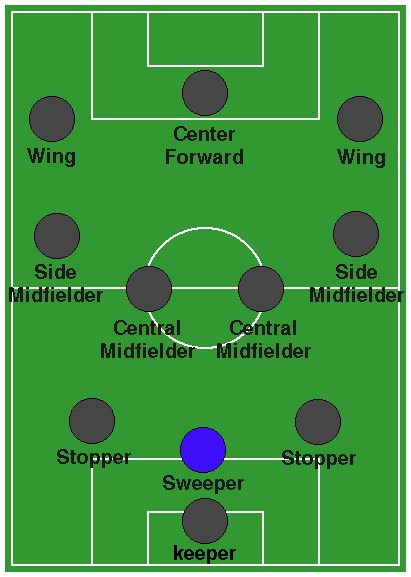
스위퍼 위치

스위퍼(영어: Sweeper)는 센터백에 속하지만, 다른 수비수보다 약간 뒷선에 쳐져서 경기를 조율한다는 점이 일반 중앙 수비수와 다르다. 전통적인 스위퍼는 세명의 최종 수비수가 존재할 경우, 그 가운데에 있는 선수가 된다.
이탈리아어로 리베로(이탈리아어: Libero)라고도 하는데, 이 말은 이탈리아어로 '마킹으로부터 자유롭다'(이탈리아어: Libero da impegni di marcatura)는 뜻을 가지고 있다. 이는 1960년대의 이탈리아 축구에서 특정 선수를 마크하지 않고 자유롭게 돌아다니면서 결정적인 기회를 엿보는 선수가 처음 등장하면서 생긴 말이다.
스위퍼는 최종 수비수 역할을 하면서도 공격 선수를 맡지 않고 경기 상황에 따라 기습 공격을 펼치거나 결정적인 기회를 만들어 주기도 하며, 여의치 않을 경우에는 자신이 직접 득점과 연결시키는 특수 임무를 띤다.
스위퍼는 보통 리더십이 뛰어난 선수가 맡는다. 스위퍼는 팀의 최후방에서 경기를 하기 때문에, 경기의 상황에 따라 다른 수비수들의 역할과 위치를 지정해야 할 때가 잦다. 따라서, 스위퍼는 경기 경험과 감각이 뛰어나고, 경기의 흐름을 종합적으로 판단할 수 있는 선수가 맡는다. 또한 스위퍼는 센터백과 마찬가지로, 뛰어난 헤딩 능력을 갖추어야 하며, 상대 공격수와의 일대일 상황에서도 볼을 뺏을 수 있는 능력도 필요하다.

### 볼-플레잉 디펜더
과거에는 스위퍼가 성행했으나, 2000년대 중반 이후 백포(영어: Back-four)가 절대적인 우세를 점하면서 사라지기 시작했다. 그러나 백쓰리(영어: Back-three)는 꾸준히 유지되었고, 가운데에 위치한 스위퍼는 볼-플레잉 디펜더(영어: Ball-playing defender)로 변화하여 활용되었다. 백스리의 중심에 선 이 선수들은 수비적인 능력과 더불어, 볼을 다루는 기술적인 면과 경기를 운용하는 능력을 가지고 있다. 볼-플레잉 디펜더는 최후방에서 플레잉메이킹 작업을 하는 것이 최선의 임무이다. 이들은 경기가 유리한 고지에 접어들 경우, 미드필드 진영으로 올라가 활동하기도 한다.

## 풀백

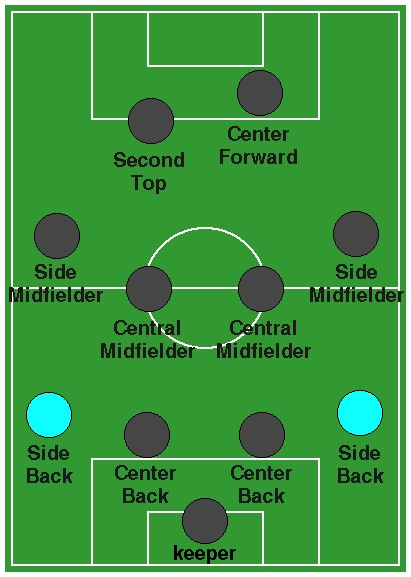
풀백 위치

풀백(영어: Full-back)은 과거 2~3명이 수비를 이루고 있을 때에는 중앙에 있는 2~3명의 수비수 전부를 풀백이라고 지칭하였지만, 오늘날 수비수의 역할이 다양해지고 대부분의 팀들이 4명이 수비를 구성하고 있는 백포 시스템을 채택하면서, 과거의 미드필더의 뜻인 미들백(영어: Middle-back) 또는 센터 하프(영어: Centre-half)가 수비 진영으로 내려오며 현재의 센터백의 역할을 맡게 되었고, 풀백은 측면으로 이동하게 되어 풀백이라는 용어는 수비 라인 양 끝의 2명의 선수들을 지칭하는 말이 되었다.
풀백은 주로 상대방의 돌파와 페널티 에어리어 안으로 올리는 크로스를 저지하는 역할을 맡는다. 또한, 적절한 공격 가담도 풀백이 해야 할 임무 중 하나이다. 풀백은 공수를 겸하는 경우가 많기 때문에, 다른 수비수에 비해 활동범위가 상당히 크다. 그렇기에 풀백은 보통 지구력과 체력이 뛰어난 선수가 맡는다. 또한, 뛰어난 상황 판단 능력 또한 풀백이 갖추어야 할 요소 중 하나이다. 상황에 따라 수비와 공격시 위치 선정을 통해 오프더볼로 팀의 운용에 관여하는 일이 잦다.
측면에 자리 잡고 있는 풀백의 위치적 이점상 풀백은 다른 수비수보다 공격을 해 나가기가 용이하기 때문에 풀백은 공격에 있어서 중요한 역할을 하기도 한다. 또한, 측면에서 주로 활동하기 때문에 스로인을 전담하는 경우가 많다.

## 윙백
다른 수비수와는 달리, 윙백(영어: Wingback)은 3백이나 4백 사용하는 포메이션에서 좌우 측면에 배치된 수비 성향보다 공격 성향이 뛰어나고 미드필더나 윙어로 봐도 무방할 정도로 활발히 움직이며 공격하는 풀백 플레이어를 말한다. 쉽게 말해 일반 풀백보다 더 공격적인 풀백이라 보면 된다. 위치상으로는 윙백은 미드필더 진영에 있는데, 이는 윙백의 1차적 목표는 수비가 아닌, 공격이라는 말과 같다. 일반적으로 3백을 사용하는 포메이션에 많이 기용된다.
윙백은 뛰어난 스피드와 지구력을 필요로 한다. 윙백은 공·수를 쉴새없이 넘나드는 포지션이기 때문에, 강한 지구력과 체력을 필요로 한다. 또한, 경기를 읽는 능력 또한 윙백이 갖추어야 할 필수 요소이다.

## 같이 보기
- 리베로
- 축구의 포지션
- 축구의 포메이션
- 공격수
- 미드필더
- 골키퍼